# Richwiller
Richwiller település Franciaországban, Haut-Rhin megyében. Lakosainak száma 3786 fő (2022. január 1.). Richwiller Kingersheim, Cernay, Wittenheim, Pfastatt és Wittelsheim községekkel határos.

## Népesség
A település népessége az elmúlt években az alábbi módon változott:
| Lakosok száma | 3512 | 3590 | 3745 | 3689 | 3690 | 3692 | 3680 | 3704 | 3786 |
|               | 2013 | 2015 | 2016 | 2017 | 2018 | 2019 | 2020 | 2021 | 2022 |